# Cal Gener (Albinyana)
Cal Gener és una casa del municipi d'Albinyana inclosa en l'Inventari del Patrimoni Arquitectònic de Catalunya.

## Descripció
Cal Gener és una casa de grans dimensions situada a la part alta del poble. Consta de tres plantes. Els baixos són compostos per una porta d'entrada dovellada amb arc de mig punt i tallada, en part, per un potent contrafort. La planta noble presenta un rellotge de sol (de construcció posterior), dues finestres amb base i dos balcons en barana de ferro forjat i amb la següent inscripció a la llinda: "1778". A l'última planta s'hi veuen les golfes, les quals presenten unes petites finestres d'arc de mig punt dovellat fet de maó i amb una línia d'impostes molt marcada. Tota la façana és decorada amb esgrafiats. Els baixos i les golfes presenten motius geomètrics. La planta noble té una sèrie de columnes que la divideixen en tres parts, on es poden veure un dels propietaris de la casa, la seva muller amb la seva filla (vestits de l'època) i un personatge mitològic. També són decorades cadascuna de les llindes de les quatre obertures amb un element diferent (el sol, la lluna, una estrella i els vents).

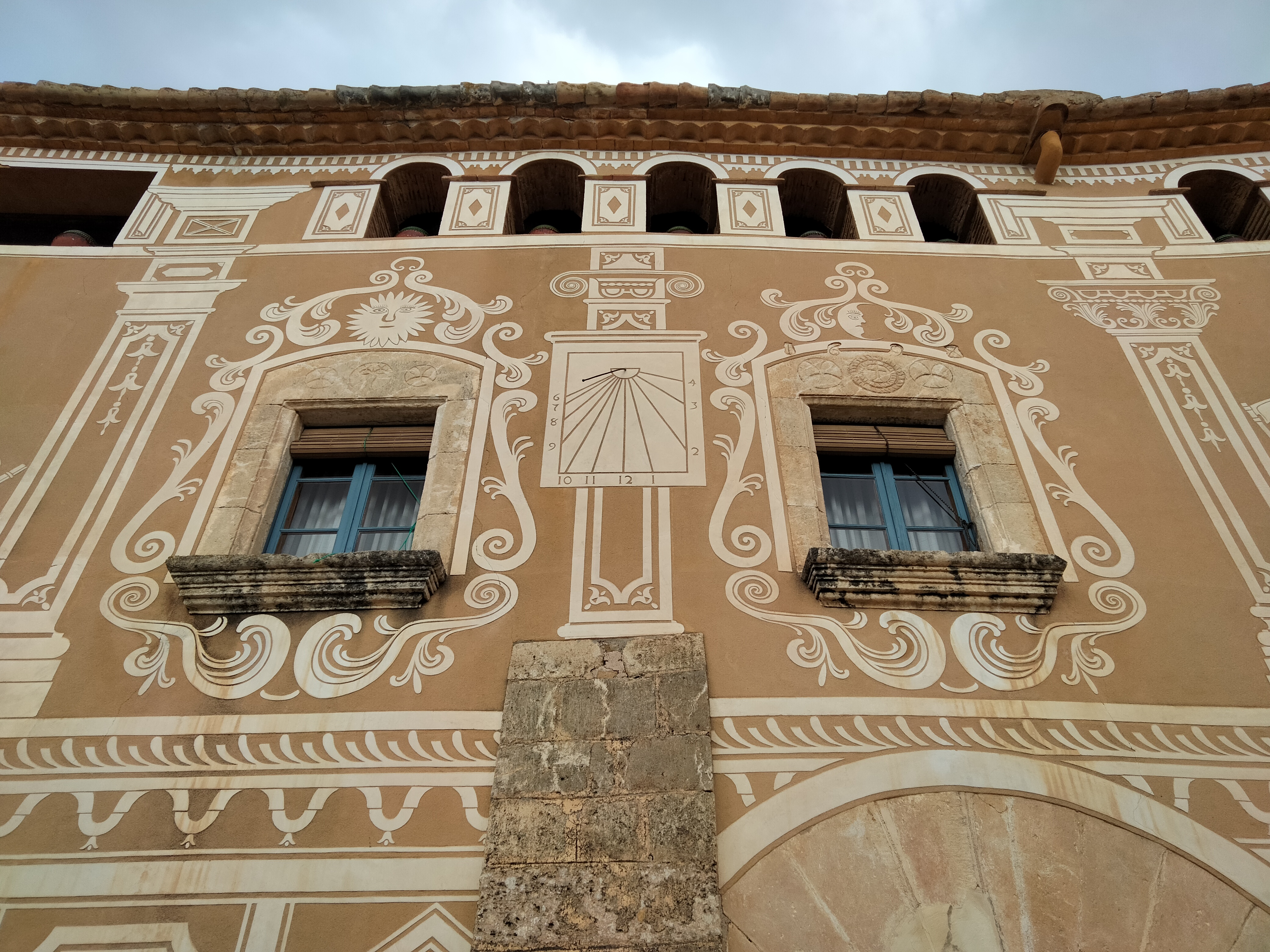
Esgrafiats i rellotge de sol

## Història
Al cartulari de Sant Cugat del Vallès es troba un document (1207) en el qual Guillem Sunyer ven a Sant Cugat unes terres de Tomoví i entre els signants del document es troba un Gener d'Albinyana. Així doncs, el cognom Gener existia ja en el segle xiii. Malgrat això, la casa data de temps posteriors (s. XV-XVI), cosa que es pot veure en algunes de les dependències de la planta baixa. La casa fou reconstruïda en el 1778. La part lateral dreta és de construcció posterior (s. XIX). Antigament era rodejada per dues eres: en una d'elles hi havia "la pallissa dels pobres" (propietat també dels Gener) on es refugiaven i pernoctaven els pobres de la rodalia. La casa serví com a hospital en la Guerra Civil Espanyola. Els Gener eren uns grans propietaris de Les Peces que construïren la seva casa senyorial a la part alta del poble. Posteriorment es repartiren les propietats entre els diferents fills, i els Gener van vendre la a casa a susdit francès. D'aquesta manera es trencà la relació entre la casa i el cognom Gener.